# Janssen (Familienname)
Janssen oder Janßen ist der Familienname folgender Personen:

### A
- Adolf Janssen (1916–2004), deutscher SS-Hauptsturmführer
- Albert Janssen (* 1939), deutscher Jurist und Hochschullehrer
- Albert-Edouard Janssen (1883–1966), belgischer Jurist und Politiker (CVP)
- Albrecht Janssen (1886–1972), deutscher Schriftsteller und Übersetzer
- Alfred Janssen (Verleger) (1865–1935), deutscher Verleger
- Alfred Janssen (1948–2025), deutscher Reiseschriftsteller, siehe Klaus Bötig
- Angela Kolb-Janssen (* 1963), deutsche Politikerin (SPD)
- Anna Janßen (* 2001), deutsche Sportschützin
- Anne Janssen (* 1982), deutsche Politikerin (CDU), MdB
- Anneke Janssen, deutsche Drehbuchautorin
- Anton Janssen (* 1963), niederländischer Fußballspieler und -trainer
- Arnold Janssen (1837–1909), deutscher Missionar und Ordensgründer
- Arthur Janßen (1903–1966), deutscher Journalist

### B
- Bart Jan Janssen (* 1983), belgischer Volleyballspieler
- Bernd Janssen (* 1948), deutscher Pädagoge, Erziehungswissenschaftler und Hochschullehrer für Schulpädagogik
- Bernhard Janssen (* 1964), deutscher Jurist, Anwalt (Steuerrecht) und Fachautor

### C
- Cam Janssen (* 1984), US-amerikanischer Eishockeyspieler
- Camille Janssen (1837–1926), belgischer Jurist, Konsul und Generalgouverneur des Kongo Freistaats
- Carl Janssen (Pastor) (1813–1884), dänischer Missionar in Grönland, Hochschulleiter, Autor und Pastor
- Carl Janssen (1855–1927), deutscher Bildhauer, siehe Karl Janssen (Bildhauer)
- Christian Janßen (* 1965), deutscher Sozialwissenschaftler und Hochschullehrer
- Claude Janssen (1930–2021), französischer Manager
- Claudia Janssen (* 1966), deutsche Theologin
- Cornelia Janssen, deutsche Kamerafrau
- Cuny Janssen (* 1975), niederländische Fotografin

### D
- David Janssen (1931–1980), US-amerikanischer Schauspieler
- Diedrich Janßen-Jennelt (1889–1983), deutscher Maler
- Dietmar Janssen (* 1966), deutscher Fußballspieler
- Dominique Janssen (* 1995), niederländische Fußballspielerin
- Doris Janssen-Reschke (1944–2008), deutsche Theologin

### E
- Emil Janssen (1890–1975), deutscher Komponist
- Ernest C. Janssen (1855–1946), US-amerikanischer Architekt
- Ernst Janssen (* 1943), deutscher Journalist, Teespezialist und Fachautor

### F
- Famke Janssen (* 1964), niederländische Schauspielerin
- Franz Janssen (1881–1955), deutscher Zeichner
- Friedrich Janssen (Politiker, 1874) (1874–1959), deutscher Politiker (DNVP), MdL Oldenburg
- Friedrich Janssen (Politiker, 1884) (1884–1959), deutscher Politiker, Oberbürgermeister von Osnabrück
- Friedrich Janssen (Manager) (1887–1956), deutscher Industriemanager
- Friedrich Janssen (Theologe) (* 1935), deutscher Theologe
- Friedrich Carl Janssen (* 1944), deutscher Bankmanager
- Fritz Janssen (1912–?), deutscher Bibliothekar

### G
- Gabriele Janssen (* 1964), deutsche Chemikerin
- Gerd Sieben Janssen (1802–1899), deutscher Orgelbauer
- Gerhard Janssen (Maler, 1636) (1636–1725), niederländischer Maler, Grafiker und Radierer
- Gerhard Janssen (Maler, 1863) (1863–1931), deutscher Maler
- Gerhard Harmannus Janssen (1914–2005), deutscher Maler
- Gerold Janssen (1923–2012), deutscher Naturschützer
- Giel Janssen (* 1951), niederländischer Politiker (VVD)
- Gina Janssen (* 1953), deutsch-dänische Schauspielerin, Pornodarstellerin und Modell
- Günter Janssen (* um 1940), deutscher Orthopäde und Hochschullehrer
- Gustav-Adolf Janssen (1915–1978), deutscher Kapitän zur See
- Guus Janssen (* 1951), niederländischer Komponist und Pianist

### H
- Hans Janssen (Optiker), niederländischer Optiker
- Hans Heimo Janßen (*1957), deutscher katholischer Priester, konvertiert aus der evangelischen Theologie, Rentner seit 2024
- Hans Janßen (Politiker) (1918–2001), deutscher Politiker (CDU), Oberbürgermeister von Wilhelmshaven
- Hans Janßen (Gewerkschafter) (1924–2011), deutscher Politiker (SPD) und Gewerkschaftsfunktionär
- Hans-Gerd Janßen (* 1950), deutscher katholischer Theologe
- Hans-Joachim Janßen (* 1960), deutscher Politiker (Grüne)
- Hans Otto Janssen (1924–1995), deutscher Grafiker, Zeichner und Maler
- Heinrich Janssen (Mundartdichter) (1856–1938), deutscher Mundartdichter
- Heinrich Janssen (1866–1948), deutsch-US-amerikanischer Unternehmer, siehe Henry Janssen
- Heinrich Janßen (Politiker) (1899–1941), deutscher Politiker (NSDAP)
- Heinrich Janssen (Politiker) (1900–1979), deutscher Unternehmer und Politiker (DP)
- Heinrich Janssen (Philologe) (1913–2002), deutscher Theologe und Philologe
- Heinrich Janssen (Bischof) (auch Heinz Janßen; 1932–2021), deutscher Geistlicher, Weihbischof in Münster
- Heinrich Maria Janssen (1907–1988), deutscher Geistlicher, Bischof von Hildesheim
- Heinz Janssen (Fußballspieler) (1923–2002), deutscher Fußballspieler
- Heinz Janssen (Politiker) (1932–2019), deutscher Politiker (SPD)
- Helge Janßen (* 1939), deutscher Autor
- Helmut Janßen (1910–1992), deutscher Verwaltungsjurist
- Hendrikus Hubertus Janssen (1910–1982), niederländischer Politiker, Altphilologe und Hochschullehrer
- Henk Janssen (1890–1969), niederländischer Tauzieher
- Henrik Janssen (* 1998), deutscher Leichtathlet
- Herbert Janssen (1892–1965), deutscher Sänger (Bariton)
- Herbert Janssen (Journalist) (1927–1999), deutscher Journalist
- Hermann Janssen (Schriftsteller) (1888–1971), deutscher Gärtner und Mundartautor
- Hermann Janssen (Ethnologe) (1933–1998), deutscher Theologe und Ethnologe
- Hero Janßen (* 1949), deutscher Anglist
- Hinrich Janssen (1697–1737), deutscher Dichter
- Holger Janssen (* 1951), deutscher Journalist, Musiker, Kabarettist, Radiomoderator und niederdeutscher Autor
- Horst Janssen (1929–1995), deutscher Zeichner und Grafiker
- Horst Janssen (Oberst) (* 1929), deutscher Oberst des Ministeriums für Staatssicherheit (MfS) der DDR
- Horst Werner Janssen (1933–2017), deutscher Reeder
- Hubert Janssen (1927–2025), deutscher Priester
- Huub Janssen (1937–2008), niederländischer Schlagzeuger

### I
- Inge Janssen (* 1989), niederländische Ruderin
- Isabel Janßen (* 1981), deutsche Fußballspielerin

### J
- Jan Janssen (Radsportler) (* 1940), niederländischer Radrennfahrer
- Jan Janssen (Eishockeyspieler) (* 1952), niederländischer Eishockeyspieler
- Jan Janssen (Theologe) (* 1963), deutscher Theologe und Bischof
- Jan Jakobs Janssen (1925–1970), deutscher Pilot
- Jan-Peters Janssen (1937–2017), deutscher Sportpsychologe
- Jann-Peter Janssen (1945–2022), deutscher Politiker (SPD)
- Jean-Paul Janssen (1940–1986), französischer Kameramann und Dokumentarfilmer
- Jip Janssen (* 1997), niederländischer Hockeyspieler
- Joachim Janssen (* 1946), deutscher Ingenieur
- Johann Janssen (Schiffbauer) (um 1777–1802), Bremer Schiffbauer
- Johann Janßen (Politiker) (1895–1983), deutscher Politiker (SPD), Oberbürgermeister von Wilhelmshaven
- Johann Anton Rudolph Janssen (1767–1849), deutscher Geistlicher, Philosoph und Schriftsteller
- Johann Peter Theodor Janssen (1844–1908), deutscher Maler und Hochschullehrer
- Johannes Janssen (Historiker) (1829–1891), deutscher Historiker
- Johannes Janssen (Politiker) (1868–1951), deutscher Politiker (DNVP), MdL
- John Janssen (eigentlich Johannes Janssen, 1835–1913), deutsch-amerikanischer Theologe und Geistlicher, Bischof von Belleville
- Josef Janßen (1881–1966), deutscher Geistlicher
- Jules Janssen (Pierre Jules César Janssen; 1824–1907), französischer Astronom
- Julia Janssen (1900–1982), deutsch-österreichische Schauspielerin
- Julian Janssen (* 1993/1994), deutscher Journalist, Moderator und Synchronsprecher
- Julius Janssen (1852–1921), deutscher Dirigent und Musikdirektor

### K
- K. A. Janßen (Kurt A. Janßen; * 1937), deutscher Künstler
- Karl Janssen (Bildhauer) (1855–1927), deutscher Bildhauer
- Karl Janssen (Politiker) (1878–1933), deutscher Politiker, Bürgermeister in Völklingen
- Karl Janssen (Theologe) (1912–1984), deutscher Pfarrer, Theologe und Hochschullehrer
- Karl Janssen-Hauzeur (1915–1980), deutscher Heimatforscher
- Karl Puls-Janssen (* 1955), deutscher Politiker (Bündnis 90/Die Grünen), MdL Niedersachsen
- Karl-Heinz Janßen (1930–2013), deutscher Journalist und Historiker
- Kitty Janssen (1930–2012), niederländische Schauspielerin
- Kurd Janssen (1881–1953), deutscher Verwaltungsjurist

### L
- Lonneke Janssen (* 1976), niederländische Badmintonspielerin

### M
- Maarten Janssen (* 1962), niederländischer Ökonom
- Magda Janssen (1874–1946), deutsche Schriftstellerin und Übersetzerin
- Marek Janssen (* 1997), deutscher Fußballspieler
- Marie Janssen (Bildhauerin) (1876–1970), deutsche Bildhauerin, Keramikerin, Puppenspielerin und Bühnenbildnerin
- Marie Janssen (Tennisspielerin) (* 1899), belgische Tennisspielerin
- Marilyn Janssen, deutsche Soundeditorin, Sounddesignern, Mischtonmeisterin
- Marjolijne C. Janssen, niederländische Neogräzistin
- Mark Janssen (* 1992), niederländischer Fußballspieler
- Markus Janßen (* 1965), deutscher Minigolf-Spieler
- Martina Janßen (* 1971), deutsche evangelische Theologin und Hochschullehrerin
- Meta Janssen-Kucz (* 1961), deutsche Politikerin
- Miek Janssen (1890–1953), niederländische Autorin und Malerin

### N
- Nelson Janßen (* 1990), deutscher Politiker (Die Linke)
- Nina Janßen (* 1972), deutsche Klarinettistin

### O
- Olaf Janßen (* 1966), deutscher Fußballspieler und -trainer
- Otto Janssen (1883–1967), deutscher Philosoph

### P
- Paul Janssen (1926–2003), belgischer Pharmaunternehmer
- Paul L. Janssen (* 1937), deutscher Arzt und Psychotherapeut
- Peter Janssen (Mediziner) (1874–1947), deutscher Urologe und Klinikgründer
- Peter Janssen (1906–1979), deutscher Maler
- Pierre Jules César Janssen (1824–1907), französischer Astronom, siehe Jules Janssen

### R
- Raymond Janssen, niederländischer Pianist und Dirigent
- Remmer Janssen (1850–1931), deutscher Geistlicher
- René Janssen (* 1959), niederländischer Materialwissenschaftler
- Richard Janssen (* 1961), niederländischer Songwriter, Sänger und Gitarrist
- Robert Janssen (1931–2019), niederländischer Psychologe und Indologe
- Rolf Janssen (* 1944), deutscher Sozialwissenschaftler
- Rudolf Janssen (1902–1979), deutscher evangelischer Geistlicher und Superintendent
- Ruud Janssen (Maler) (* 1959), niederländischer Maler
- Ruud Janssen (Schachspieler) (* 1979), niederländischer Schachspieler

### S
- Sigurd Janssen (1891–1968), deutscher Pharmakologe
- Sjef Janssen (1919–2014), niederländischer Radrennfahrer
- Sjoerd Janssen (* 1984), niederländischer DJ, siehe Showtek
- Susana Janssen (1916–2010), siehe Susana (Flamencotänzerin)
- Susanne Janssen (* 1965), deutsche Illustratorin

### T
- Tamme Weyert Theodor Janssen (1816–1894), deutscher Maler, Zeichner und Kupferstecher
- Theo Janssen (* 1981), niederländischer Fußballspieler
- Theodor Janssen (Architekt) (1846–1886), deutscher Architekt und Lehrer an der Kunstgewerbeschule Düsseldorf
- Theodor Janssen (Ingenieur) (Theodor Carl Johann Janssen; 1900–1984), deutscher Wasserbauingenieur
- Thiemo Janssen (* 1966), deutscher Organist
- Thierry Janssen (* 1962), belgischer Mediziner und Psychotherapeut
- Thomas Hilpert-Janßen (* 1965), deutscher Jurist, Anwalt und Straßenverkehrsrechtexperte
- Tim Janssen (* 1986), niederländischer Fußballspieler
- Toine Lagro-Janssen (* 1948), niederländische Medizinerin

### U
- Udo Janßen (* 1967), deutscher Arzt und Betriebswirt
- Ulfert Janssen (1878–1956), deutscher Bildhauer
- Ulrike Janßen (Fußballspielerin) (* 1976), deutsche Fußballspielerin

### V
- Victor Emil Janssen (1807–1845), deutscher Maler
- Vincent Janssen (* 1994), niederländischer Fußballspieler

### W
- Walter Janssen (Schauspieler) (1887–1976), deutscher Schauspieler und Regisseur
- Walter Janssen (Elektroingenieur) (1934–2016), deutscher Elektroingenieur
- Walter Janssen (Prähistoriker) (1936–2001), deutscher Prähistoriker und Mittelalterarchäologe
- Werner Janssen (Komponist) (1899–1990), US-amerikanischer Dirigent und Komponist
- Werner Janssen (Mediziner) (1924–2021), deutscher Rechtsmediziner und Pathologe
- Werner Janssen (Germanist) (* 1944), deutscher Germanist und Autor
- Wilhelm Janßen (Architekt) (1933–2017), deutscher Architekt, Hochschullehrer und Bauhistoriker
- Wilhelm Janssen (Historiker) (1933–2021), deutscher Historiker
- Wilhelm Leopold Janssen (Politiker, 1830) (1830–1900), deutscher Verwaltungsbeamter, Landrat Kreis Heinsberg
- Wilhelm Leopold Janssen (Diplomat) (1859–1915), deutscher Tuchfabrikant und Diplomat
- Wilhelm Leopold Janssen (Politiker, 1891) (1891–1945), deutscher Verwaltungsbeamter, Landrat Landkreis Aachen
- Willem Janssen (auch Willem Janszoon; um 1570–um 1630), niederländischer Seefahrer, siehe Willem Jansz
- Willem Janssen (Fußballspieler, 1880) (1880–1976), niederländischer Fußballspieler
- Willem Janssen (Fußballspieler, 1986) (* 1986), niederländischer Fußballspieler
- Willi Janßen (1947–2019), deutscher Fußballspieler
- Willy Janssen (* 1960), niederländischer Fußballspieler
- Wim Janssen (* 1949), niederländischer Jazzmusiker und bildender Künstler
- Wolfgang Janssen (1927–1998), deutscher Buchhändler und Verbandsfunktionär
- Wouter Janssen (* 1982), niederländischer DJ, siehe Showtek

### Z
- Zacharias Janssen (um 1588–um 1631), niederländischer Optiker